# Sourou-Migan Apithy
Sourou-Migan Marcelin Joseph Apithy (ur. 8 kwietnia 1913 w Porto-Novo, zm. 3 grudnia 1989) był dahomejskim (benińskim) przywódcą politycznym.
Urodził się 8 kwietnia 1913 roku w Port-Novo. Od 1945 do 1958 zasiadał jako deputowany w parlamencie francuskim. W 1946 należał do założycieli Afrykańskiego Zrzeszenia Demokratycznego (RDA). W 1956 założył Partię Republikańską. Od grudnia 1958 do kwietnia 1959 sprawował urząd premiera, zaś od 25 stycznia 1964 do 27 listopada następnego roku - prezydenta Dahomeju. Wcześniej pełnił stanowisko wiceprezydenta w rządzie Huberta Magi (1960-1963). Został obalony przez Christophe'a Soglo.